# タックスマン
「タックスマン」（Taxman）は、ビートルズの楽曲である。ジョージ・ハリスンが作詞作曲した楽曲で、作曲にあたってはジョン・レノンが協力している。労働党のウィルソン政権が、充実した社会保障の維持を目的に税率95パーセントという高い税金を富裕層に課していたことに対する抗議として書かれた楽曲で、本作はビートルズ初の政治的声明となった楽曲である。1966年に発売された7作目のイギリス盤公式オリジナル・アルバム『リボルバー』には、オープニング・トラックとして収録されており、レノン＝マッカートニー以外の作品がオープニング・トラックとして収録された初の例ともなった。
ビートルズは、1966年イギリス総選挙でウィルソンが勝利した1か月後の1966年4月に「タックスマン」のレコーディングを開始した。歌詞の中では、バランスを取るためにウィルソンの名前と反対党（当時の最大野党である保守党）の党首であるエドワード・ヒースの名前が登場している。なお、楽曲中でポール・マッカートニーは、インド音楽を彷彿させるギターソロを演奏している。
「タックスマン」は、イギリスでのサイケデリック・ミュージックやモッズの発展に影響を与え、パンク・ロックの前身とされる例のひとつとなっている。

## 背景
ジョージ・ハリスンは、ビートルズが経済的に不安定であることに気づいたことから「タックスマン」を書いた。1966年4月にロンドンの会計事務所から、ビートルズは「あなた方のうちお二人は破産寸前で、あとのお二方は間もなく破産する可能性がある」と告げられた。ハリスンは自伝『I・ME・MINE』で、「お金を稼げるようになったが、そのほとんどに課税されるということに気づいたんだ。それで『タックスマン』を書いた。昔も今も同じだ」と書いている。1964年から1970年までの労働党のハロルド・ウィルソン政権は、充実した社会保障を維持するために税率95パーセントという高い税金を富裕層に課していた。「There's one for you, nineteen for me（あなたの取り分は1、私の取り分は19）」という歌詞は、当時イギリスでは1ポンドが20シリングであったことを20進法的に表現したもの。
ジョン・レノンは、作詞の過程でハリスンを手伝っている。1980年の『プレイボーイ』誌の取材で、レノンは「ジョージが『タックスマン』で助けを求めてきたから、少し詞を書いた記憶がある。彼はポールじゃなくて僕に救いを求めてきた。当時のポールにはジョージを助ける気なんてなかった。僕も気乗りはしなかったけど引き受けた。曲を書いてきたのはずっと“ジョンとポール”で、彼は書いてなかったから蚊帳の外だったんだ」と語っている。
曲中ではウィルソンだけでなく保守党党首のエドワード・ヒースの名前が登場し、政治的バランスがとられている。総選挙での労働党の勝利によりウィルソンが首相に就任した1964年に、ブリットポップが国際的な躍進を遂げ、外貨獲得に大きく貢献することとなった。これを受けて、ビートルズは1965年6月11日に大英帝国勲章を授与されている。なお、推挙したのはウィルソンである。

## レコーディング
「タックスマン」のレコーディングは、1966年4月20日にEMIレコーディング・スタジオで開始された。この日に4テイク録音されたものの、この日に録音されたものは破棄された。
4月21日にリメイクが開始され、ベーシック・トラックが10テイク録音された。4トラック・レコーダーにハリスンがディストーションを効かせたリズムギター、マッカートニーがベース、リンゴ・スターがドラムが録音されたのち、マッカートニーのリードギター、ハリスンのリード・ボーカル、レノンとマッカートニーのバッキング・ボーカルがオーバー・ダビングされた。リードギターについて、ハリスンは「ポールに弾いてもらった。ポールは僕に合うようにとインド風のフレーズを弾いてくれたよ」と語っている。
テイク11でのコーラス部分では、「Anybody got a bit of money?（誰か少しカネ持ってない？）」というリフレインが入っていたが、のちに「Haha, Mr. Willson」「Haha, Mr. Heath」というフレーズに置き換えられた。5月16日に曲の冒頭に入っているカウントが追加された。6月21日に曲の終わり部分に中間のギターソロをコピーしてフェードアウト処理したうえで、エンディング部分が作成された。

## 曲の構成
「タックスマン」はキーがDメジャーに設定されており、4分の4拍子となっている。曲はカウントと咳のあとに、後方から聞こえるカウントで始まる。作家のスティーブ・ターナーは、ウィルソンとヒースに対する言及や、ニール・ヘルティ作曲の「バットマンのテーマ」からの影響が見られる音楽性から「スマートで小さなポップアート・ソング」と評している。
マッカートニーが弾くベースラインは、モータウンのベーシストであるジェームス・ジェマーソンを模倣したものとされている。

## 発売
1966年8月5日にパーロフォンからオリジナル・アルバム『リボルバー』が発売され、「タックスマン」は同作のオープニング・トラックとして収録された。『リボルバー』には、本作のほかに「ラヴ・ユー・トゥ」や「アイ・ウォント・トゥ・テル・ユー」と、ハリスンの作品が3曲収録されている。「タックスマン」は、ビートルズでは初となる時事問題を扱った楽曲であると同時に、自身の楽曲上で行なった初の政治的声明となっている。また、音楽評論家のティム・ライリーは、冒頭のハリスンによるカウントインについて触れ、1963年に発売された1作目のオリジナル・アルバム『プリーズ・プリーズ・ミー』のオープニング・トラック「アイ・ソー・ハー・スタンディング・ゼア」におけるカウントインと対照的であると述べている。
ビートルズの解散から3年後の1973年に発売されたコンピレーション・アルバム『ザ・ビートルズ1962年〜1966年』には収録されておらず、これに対してファンの間で不満の声が上がった。1976年に発売されたコンピレーション・アルバム『ロックン・ロール・ミュージック』に収録されたのち、ハリスンの意向を無視してビートルズ時代の楽曲も含まれた『ザ・ベスト・オブ・ジョージ・ハリスン』にも収録された。

## 評価
『ヴィレッジ・ヴォイス』紙でリチャード・ゴールドスタインは、アルバム『リボルバー』を「革命的で、ビートルズの大躍進」と評し、本作について「ジョージがイギリスにおける経済問題について言及した例」「ウィルソンとヒースの両名を悪役とすることで、非党派的な立場であることを表している」と評した。音楽評論家のイアン・マクドナルドは、本作をハリスンが作曲家として正当な評価を受けた例とし、マッカートニーのベースを「注目すべき点」、ギターソロを「傑作」と評した。ロブ・チャップマンは、著書『Psychedelia and Other Colors』で本作を1960年代のロック・ミュージックの発展に繋がった例として挙げており、イギリスでのサイケデリック・ミュージックやモッズにも影響を与えたとしている。
2006年に『モジョ』誌が発表した「The 101 Greatest Beatles Songs」では第48位、2011年に『ローリング・ストーン』誌が発表した「100 Greatest Beatles Songs」では第55位、2015年に『ギター・ワールド』誌が発表した「The Beatles' 50 Greatest Guitar Moments」では第3位にランクインした。
2001年にVH1は、史上最高のロックンロール・アルバムとして『リボルバー』を挙げた際に、本作や「エリナー・リグビー」、「イエロー・サブマリン」、「トゥモロー・ネバー・ノウズ」を引き合いに「もしも明日ポップ・ミュージックが破壊されたとしたら、このアルバムだけで作り直すことが出来る」と主張した。

## クレジット
※出典（特記を除く）
- ジョージ・ハリスン - リード・ボーカル、リードギター
- ジョン・レノン - バッキング・ボーカル、リズムギター[40]
- ポール・マッカートニー - バッキング・ボーカル、ベース、リードギター
- リンゴ・スター - ドラム、カウベル、タンバリン[40]

## その他のバージョン、トリビュート、パロディ
本作を発売した当時、ビートルズは『リボルバー』に収録された楽曲はコンサートで演奏しないと決めていて、1966年8月のアメリカツアーをもってコンサート活動を終えたため、ビートルズ活動期にライブ演奏されたことはない。ハリスンは、1991年にエリック・クラプトンと行った日本ツアーで本作を演奏した。演奏前には「1873年に書かれたすごく古い曲」と紹介している。この時の演奏では3番のヴァースの歌詞が繰り返され、2度目には「Mr. Willson」と「Mr. Heath」の部分がそれぞれ当時のメージャー英国首相とブッシュ（父）米国大統領に変更された。また、「If you wipe your feet, I'll tax the mat / If you're overweight, I'll tax your fat」というフレーズで終わるブリッジ部分も加えられた。
チープ・トリックが1977年に発表した楽曲「タックスマン、ミスター・シーフ」は、本作をはじめとしたビートルズの楽曲のオマージュとなっている。ザ・ジャムは、「タックスマン」のリフとリズムを用いた楽曲「Sスタート!」を1980年に発表した。
2002年にロイヤル・アルバート・ホールで開催されたハリスンの追悼コンサート『コンサート・フォー・ジョージ』にて、トム・ペティ&ザ・ハートブレイカーズが演奏した。
2006年にシルク・ドゥ・ソレイユのショーのサウンドトラック盤として発売された『LOVE』に収録された「ドライヴ・マイ・カー / 愛のことば / ホワット・ユー・アー・ドゥーイング」に、本作のギターソロが使用された。
アル・ヤンコビックは、ゲーム『パックマン』を題材とした本作のパロディ曲「Pac-Man」を制作した。この曲は『Squeeze Box: The Complete Works of "Weird Al" Yankovic』に収録された。ビータリカは、2004年に本作とメタリカの「エンター・サンドマン」のパロディソング「サンドマン」を発表した。
1996年に高橋幸宏はアルバム『Mr. Y.T.』で本作をカバー。